# Un altro posto nel mondo
Un altro posto nel mondo è un brano musicale scritto da Mario Venuti e Kaballà, e presentato al Festival di Sanremo 2006 nella sezione "gruppi", in quanto Venuti si esibiva insieme al suo gruppo Arancia Sonora.

## Tracce

### CD Single
1. Un altro posto nel mondo
2. Estate in città
3. Un altro posto nel mondo (strumentale)

### CD Promo
1. Un altro posto nel mondo

## Classifiche
| Classifica (2006) | Posizione |
| ----------------- | --------- |
| Italia            | 29        |